# یواس‌اس یوریکا (۱۸۶۲)
یواس‌اس یوریکا (۱۸۶۲) (به انگلیسی: USS Eureka (1862)) یک کشتی بود که طول آن ۸۵ فوت (۲۶ متر) بود.